# Kotido (district)
Kotido is een district in het noorden van Oeganda. Hoofdstad is de gelijknamige plaats Kotido. Het district telde in 2012 ongeveer 237.000 inwoners.
Het district werd opgericht in 1971 uit het toenmalige district Karamoja. In 2006 werd Kotido opgesplitst en werden de nieuwe districten Kaabong en Abim opgericht. De grootste etnische groep zijn de Karamojong (Jie), traditioneel een herdersvolk. Het district bestaat uit een county (Jie), zes sub-counties, 25 gemeenten (parishes) en telt 168 dorpen.
In het district ligt het Nationaal Park Kidepo.

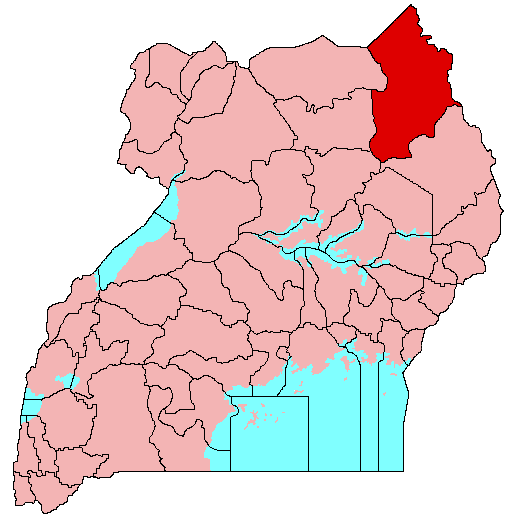
Het district voor 2006